# Abbaye Notre-Dame de Lanthénac
Pour les articles homonymes, voir Abbaye Notre-Dame.
L'Abbaye Notre-Dame de Lanthénac, fondée au XIIe siècle, était située sur l'actuelle commune de La Ferrière, département des Côtes-d'Armor, en région Bretagne, en France.

## Historique
En 1128, l'évêque de Saint-Brieuc Jean Ier, donne à l'abbaye de Marmoutier de Tours, les églises de la Ferrière et de Lanthénac. Les moines bâtissent l'abbaye.
L'abbaye bénédictine de Lanthénac est fondée en 1149 dans le  diocèse de Saint-Brieuc, à une lieue trois-quarts au sud-est de Loudéac, entre les villages de La Chèze et de La Ferrière sur la gauche du Lié, par Eudon II de Porhoët, vicomte de Porhoët et vicomte de Rennes se disant comte ou duc de Bretagne du fait de son épouse Berthe, fille du duc Conan III et qui lui donne une partie du village de Lanthénac et de la Ferrière. La charte de donation est approuvée par Jean de Chatillon évêque de Saint-Malo et Godefroi évêque de Saint-Brieuc ainsi que Josse et Alain, frères du comte, Alain vicomte de Montfort, Judicaël de Malestroit et son chapelain Alain.
Elle était en ces temps de la paroisse de La Chèze, au diocèse de Saint-Brieuc et pour son rattachement temporel du diocèse de Saint-Brieuc, dans la province de Dol de 1149 à 1190 et du diocèse de Saint-Brieuc, province de Tours de 1801 à une date inconnue.
Six religieux fondateurs vinrent de l'abbaye de Hambye, village près de Granville sous la direction de Dom Robert pour peupler l'abbaye vers 1250[Quoi ?]. La plus grande partie des actes anciens relatifs à l'abbaye a disparu et le premier abbé dont on trouve la trace est Robert qui en 1247 juge un conflit entre l'abbaye de Beauport et un de ses débiteurs de dîmes. Les prétentions exorbitantes des Rohan obligèrent les religieux à défendre leurs possessions avec vigueur contre ces seigneurs.
En 1485, Jean Crès, ancien compagnon imprimeur de Robin Foucquet à Bréhan, installe son imprimerie à la Ferrière, dans l'abbaye. Il sort (au moins) quatre incunables entre juillet 1485 et mars 1491.
Le 10 décembre 1547, le temporel de l'abbaye est mis en régale. L'abbaye est pillée en 1595 pendant les guerres de la Ligue. L'abbaye de Lanthénac eut ensuite particulièrement à souffrir des méfaits du régime de la commende qui s'impose avec Michel de Coëtlogon. l'« abbé » Mathurin Dénéchault ne fut en fait que l'homme de paille du fameux Anne de Sanzay de la Magnane dit « Bras de Fer » un féroce homme de guerre à qui le roi Henri III de France  avait fait cadeau de l'abbaye. Le capitaine y vivait avec son épouse Jeanne de Rosmadec et une compagnie de 80/100 hommes et il mit le domaine au pillage.
L'abbaye est en économat de 1601 à 1610. Elle rejoignit en 1609 la Société de Bretagne qui existait entre l'abbaye Saint-Magloire de Léhon et l'abbaye Notre-Dame du Tronchet. Cette Société fut dissoute par le pape en 1627. Urbain VIII donnera l'ordre à ses adhérentes de rejoindre la Congrégation de Saint-Maur, ce qui fut fait le 28 septembre 1628.
Selon Dom Lobineau et Dom Morice en 1767 la suppression de l'abbaye était décidée car «les commendes en ont dissipé une si grande partie (des revenus) qu'à peine en restait-il pour entretenir trois religieux». Cet arrêt ne sera pas mis en application, puisqu'à la Révolution se trouvaient encore trois religieux à l'abbaye.

### La Révolution
L'abbaye est vendue le 24 mars 1791 pour la somme de 9625 livres et se transforme en exploitation agricole. Elle est pillée par les chouans de Dujardin.
L'église fut détruite vers 1810 et les pierres serviront à la construction d'une maison à Loudéac.

## Description

### Église abbatiale
Fondations
- le 27 octobre 1380 fondation d'une messe journalière par Jeanne de Navarre, vicomtesse de Rohan, épouse de Jean Ier de Rohan.

Sépultures
- Éléonore de Porhoët, fille d'Eudes III et épouse d'Alain V de Rohan, vicomte de Rohan, fut ensevelie dans l'église, à côté du maître-autel ;
- Éléonore de Rohan, épouse de Louis VI de Rohan-Guéméné ;
- Éléonore de La Chèze, dame de La Chèze, décédée en 1530.

### Parc, jardins
La Fontaine Sainte-Blanche était auprès de la Chapelle.